# Italiens herrlandslag i basket
Italiens herrlandslag i basket kontrolleras av Federazione Italiana Pallacanestro (Italian Basketball Federation).
Italien spelade sin första landskamp den 4 april 1926 i Milano, och besegrade Frankrime med 23–17. 

## Meriter
- Europamästerskap: 
  - EM-guld: 1983, 1999
  - EM-silver: 1937, 1946, 1991, 1997
  - EM-brons: 1971, 1975, 1985, 2003

- Olympiska spel: 
  - OS-silver: 1980